# 没牙仔
没牙（Toothless）是2010年5月14日上映的美国3D动画《驯龙高手》 (How to Train Your Dragon) 裡面的主角龍夜煞（Night Fury）。

## 名字来历
在电影中，因为男主角维京少年小嗝嗝（Hiccup）认识这条夜煞的时候，牠把牙齒收起來，男主角以為牠沒牙齒，故给其起名为没牙。

## 没牙与馴龙高手2
在《驯龙高手2》中，没牙仍是主角小嗝嗝的最佳搭档，并且与主角一起拯救了整个博克岛（Berk Island）。该电影中除了勇敢善良的男主角小嗝嗝之外，没牙是令人印象深刻的角色之一。它忠诚、易动情、小狗一样的无限精力，让世代与龙为敌的维京人改变了对龙的印象，并与之友好。在电影中，没牙是稀有、聪明但危险的龙族。它的造型与普通的龙很不一样：其翅膀像是蝙蝠，眼睛像猫，并有非常精锐的眼神。

## 没牙仔原型
没牙的原型是动画师家的猫，而它的行为都是建立在动画师家的黑猫尾巴上缠了点东西参照出来的。